# Dichelhoplia fuscopicta
Dichelhoplia fuscopicta är en skalbaggsart som beskrevs av Leon Fairmaire 1898. Dichelhoplia fuscopicta ingår i släktet Dichelhoplia och familjen Melolonthidae. Inga underarter finns listade i Catalogue of Life.